# Rivière du Castor (vattendrag i Kanada, lat 46,78, long -72,70)
Rivière du Castor är ett vattendrag i Kanada.   Det ligger i provinsen Québec, i den sydöstra delen av landet, 270 km nordost om huvudstaden Ottawa. Rivière du Castor ligger vid sjöarna  Lac Roberge och Second lac Roberge.
I omgivningarna runt Rivière du Castor växer i huvudsak blandskog. Runt Rivière du Castor är det glesbefolkat, med 11 invånare per kvadratkilometer.